# IRIS Wissensmanagement

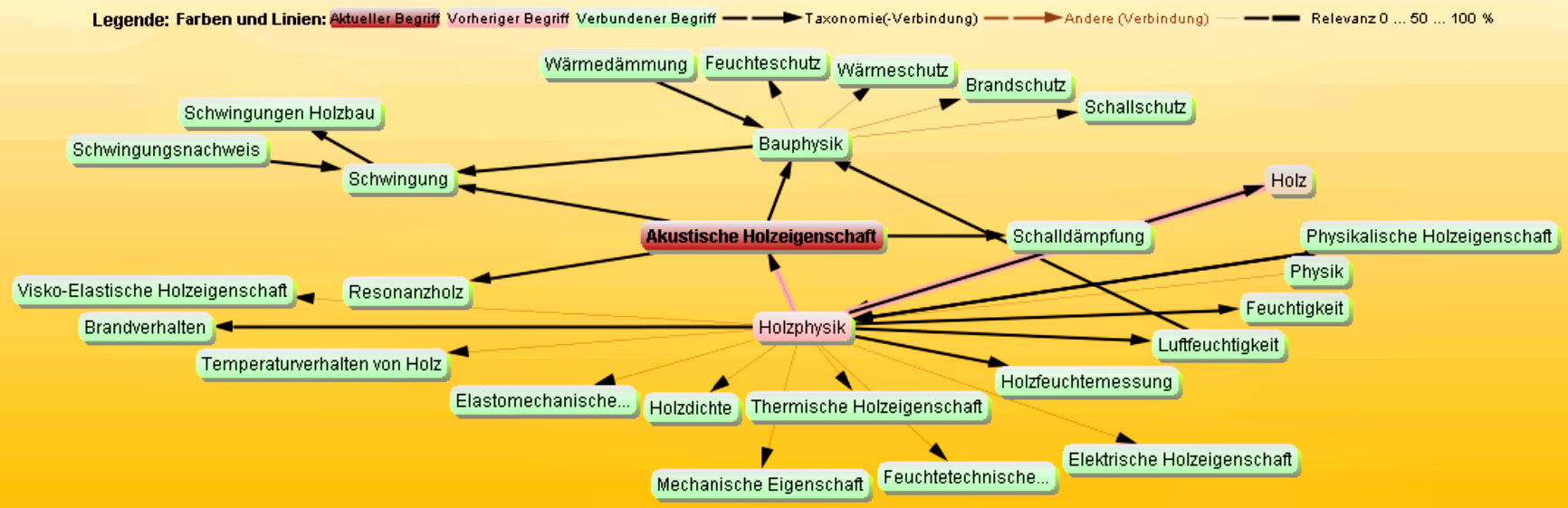
Sternbrowser zur Unterstützung der Navigation im Begriffenetz

Das Integriertes Relationales Informations-System (kurz: IRIS) ist ein von 2006 bis 2008 durchgeführtes Teilprojekt der Kooperation Holzbau der Zukunft in der 22 unterschiedliche Forschungsvorhaben rund um den Werkstoff Holz durchgeführt wurden. Beteiligt waren die Technische Universität München, die Hochschule für angewandte Wissenschaften Rosenheim und das Institut für Fenstertechnik in Rosenheim. Die Finanzierung erfolgte im Rahmen der High-Tech-Offensive Bayern.

## Geschichte
Im Laufe des Projekts entstand der Prototyp eines netzbasierten, praxisnahen und aktuellen Wissensmanagement-Systems auf der Basis einer relationalen Datenbank, das die einfache und rasch zielführende Suche mit unscharfen Begriffen mithilfe eines Sternbrowsers (siehe Abbildung) erlaubte.
Im Mittelpunkt standen ein hierarchischer Taxonomiebaum sowie ein Begriffenetz (Semantisches Netz), das über den Taxonomiebaums hinaus durch das Nutzerverhalten erweitert werden konnte. IRIS fungierte zudem als eine Metadatenbank, von der aus unter einer einheitlichen Benutzeroberfläche angeschlossene Partnerdatenbanken in die Suchaufträge mit eingebunden werden konnten. Die effiziente Suchmaschine mit Filterfunktionen wurde unter Verwendung von Lucene und Regaine entwickelt.
Die Ergebnisse des Projekts sind im Abschlussbericht Integriertes relationales Informationssystem für den Holzbau: IRIS zusammengefasst.
Das Projekt wird von 2008 bis 2011 unter dem Namen OSIRIS weiter geführt und durch das Bundesministerium für Wirtschaft und Technologie in einem Schwerpunkt Wissensmanagement gefördert. OSIRIS ist Teil der Initiative Fit für den Wissenswettbewerb des Fraunhofer-Instituts IPK. Schwerpunkt ist die Einbeziehung moderner Sprachtechnologien zur Termextraktion sowie ein mit ontologischen Beziehungen versehener Thesaurus.  Die erste Implementation auf der Grundlage von OSIRIS ist das Internet-Portal Wikiwood (ehemals „Holzdatenbanken“). Es ermöglicht den kostenlosen Zugang zum Branchenwissen der Holzwirtschaft.